# Stuppelau
Stuppelau ist ein Ortsteil von Langenau im Alb-Donau-Kreis in Baden-Württemberg.
Der Weiler, der zum Stadtteil Albeck gehört, liegt circa zweieinhalb Kilometer westlich von Langenau und einen Kilometer nordöstlich von Albeck.

## Geschichte
Stuppelau wurde 1361 als Stuppenloch erstmals überliefert. Das Kloster Anhausen war 1143 im Ort begütert. Die Grafen von Werdenberg erwarben 1361 drei Höfe von den von Bernstadt, verkauften sie aber 1377 an die Gassolt in Ulm.